# Montezumia oaxaca
Montezumia oaxaca är en stekelart som beskrevs av Willink 1982. Montezumia oaxaca ingår i släktet Montezumia och familjen Eumenidae. Inga underarter finns listade i Catalogue of Life.